# مسابقات فرمول یک فصل ۱۹۵۵
مسابقات فرمول یک فصل ۱۹۵۵ در سال ۱۹۵۵ میلادی برگزار شد. در این مسابقات جان مانوئل فانجیو (به انگلیسی: Juan Manuel Fangio) از تیم مرسدس و با خودروی مرسدس به قهرمانی رسید وی که در آغاز مسابقه در خط ۳ قرار داشت، بهترین زمان خود را در دور ۳ به دست آورد و در مجموع صاحب ۴۰ امتیاز شد.